# Eucalyptus bigalerita
Eucalyptus bigalerita är en myrtenväxtart som beskrevs av Ferdinand von Mueller. Eucalyptus bigalerita ingår i släktet Eucalyptus och familjen myrtenväxter. Inga underarter finns listade i Catalogue of Life.